# Список вулиць Донецька (Щ)
| Назва      | тип   | Колишні назви | Район(и)                  | Місцевість    | Джерела |
| ---------- | ----- | ------------- | ------------------------- | ------------- | ------- |
| Щаденка    | пров. |               | Ленінський                | Зоряний       |         |
| Щегловська | вул.  |               | Калінінський              |               |         |
| Щедріна    | вул.  |               | Куйбишевський             |               |         |
| Щепкіна    | вул.  |               | Будьонівський             | Заперевальний |         |
| Щербакова  | вул.  |               | Ленінський                |               |         |
| Щетиніна   | вул.  |               | Пролетарський             |               |         |
| Щипачева   | вул.  |               | Петровський               |               |         |
| Щорса      | вул.  |               | Ворошиловський, Київський | Центр         |         |
| Щукіна     | вул.  |               | Пролетарський             |               |         |